# Culicoides calcaratus
Culicoides calcaratus är en tvåvingeart som beskrevs av Wirth och Hubert 1989. Culicoides calcaratus ingår i släktet Culicoides och familjen svidknott. Inga underarter finns listade i Catalogue of Life.